# Мутиды
Мути́ды (также Маттиды) — тюркская династия правителей Испиджаба в IX—X веках.
Термин «Мутиды» был введён Б. Д. Кочневым по сохранившимся на монетах надписям, упоминающих по крайней мере трёх носителей редкого имени Мут (араб. مت‎). Владимир Настич читает это имя как «Матт», и династию, соответственно, назвал Маттидами. Привилегию чеканить собственную монету Маттиды получали несколько раз при Саманидах. Самая древняя из известных испиджабских монет — фалс 307 года хиджры (919—920 годов) с именем Ахмада бин Матта. Известны также монеты с именем Абу-л-Фатха Матта.